# Nicklas
Nicklas er et drengenavn, der stammer fra græsk "Nicolaus", som betyder "folkebesejrer". Navnet er traditionsrigt i den kristne tradition efter helgenen Sankt Nikolaus.
Varianter af navnet er Niklas, Niclas, Nichlas, og det er ret populært, idet lidt mere end 10.000 danskere bærer et af navnene ifølge Danmarks Statistik.
Se også Nicholas, Nikolaj, Nick og Niels.

## Kendte personer med navnet
- Niklas, dansk musiker
- Niclas Alexandersson, svensk fodboldspiller.
- Nicklas Bendtner, dansk fodboldspiller.
- Niclas Fasth, svensk golfspiller.
- Niclas Jensen, dansk fodboldspiller.
- Niklas Luhmann, tysk sociolog.
- Niklas Willén, svensk dirigent.
- Niklas Zennström, svensk it-iværksætter.
- Nicklas Helenius, dansk fodboldspiller
- Niklas Landin, dansk håndboldspiller